# Gare de Chorges
La gare de Chorges est une gare ferroviaire française de la ligne de Veynes à Briançon, située sur le territoire de la commune de Chorges, dans le département des Hautes-Alpes en région Provence-Alpes-Côte d'Azur.
Elle est mise en service en 1883 par la Compagnie des chemins de fer de Paris à Lyon et à la Méditerranée (PLM).
C'est une gare de la Société nationale des chemins de fer français (SNCF), desservie par des trains Intercités, TER PACA.

## Situation ferroviaire
Établie à 857 mètres d'altitude, la gare de Chorges est située au point kilométrique (PK) 282,455 de la ligne de Veynes à Briançon, entre les gares ouvertes de Gap et d'Embrun. S'intercalent les gares fermées de La Bâtie-Neuve - Le Laus, dans la direction de Gap, et de Prunières et Savines, dans la direction d'Embrun.
Toujours dans la direction d'Embrun, elle est également située peu avant l'origine de la déviation de 1960 et de l'ancien embranchement de la ligne de Chorges à Barcelonnette, qui ne fut pas achevée.

## Histoire

### Gare PLM
La station de Chorges est mise en service le 10 juillet 1883 par la Compagnie des chemins de fer de Paris à Lyon et à la Méditerranée (PLM), lorsqu'elle ouvre à l'exploitation la section de Gap à Mont-Dauphin de sa ligne de Gap à Briançon. Elle est encadrée par les stations de La Bâtie - Le Laus et Saint-Michel-Prunières.
En 1911, la gare de Chorges fait partie de la « ligne de Livron à Briançon ». C'est une gare ouverte aux services complets de la grande et petite vitesse, à l'exclusion des chevaux, chargés dans des wagons-écuries s'ouvrant en bout , des voitures à quatre roues à deux fonds et à deux banquettes dans l'intérieur, (omnibus, diligences), etc.

## Fréquentation
De 2015 à 2023, selon les estimations de la SNCF, la fréquentation annuelle de la gare s'élève aux nombres indiqués dans le tableau ci-dessous.
| Année     | 2015   | 2016   | 2017   | 2018   | 2019   | 2020   | 2021   | 2022   | 2023   |
| --------- | ------ | ------ | ------ | ------ | ------ | ------ | ------ | ------ | ------ |
| Voyageurs | 32 345 | 28 090 | 30 826 | 24 056 | 26 500 | 13 473 | 19 939 | 26 842 | 28 967 |

## Service des voyageurs

### Accueil
Gare SNCF, elle dispose d'un bâtiment voyageurs, avec guichet, ouvert tous les jours.

### Desserte
Chorges est desservie par les trains TER PACA et TER Auvergne-Rhône-Alpes (relations de Briançon à Grenoble, à Romans - Bourg-de-Péage et à Marseille-Saint-Charles), ainsi que par les trains de nuit (Intercités) (relation de Paris-Austerlitz à Briançon).

### Intermodalité
Un parc pour les vélos et un parking pour les véhicules y sont aménagés.

Installations et circulation
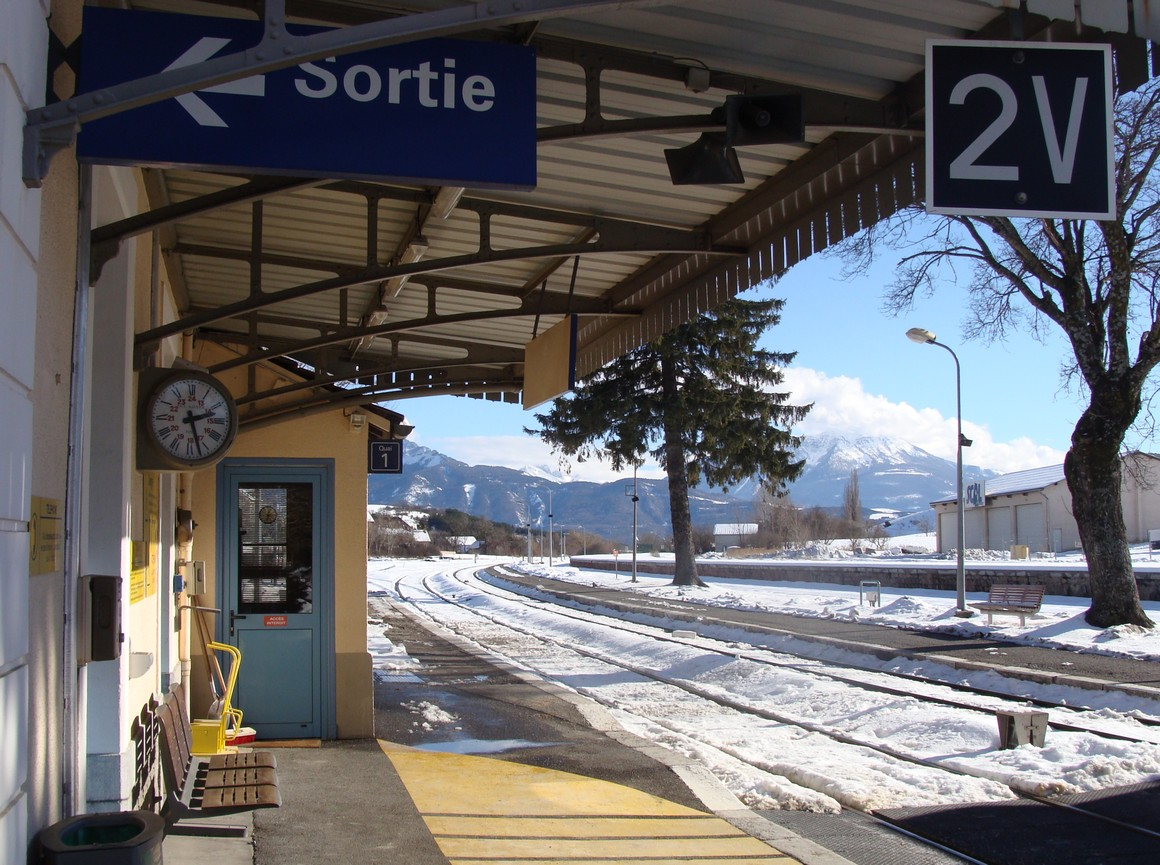
Hiver 2009.
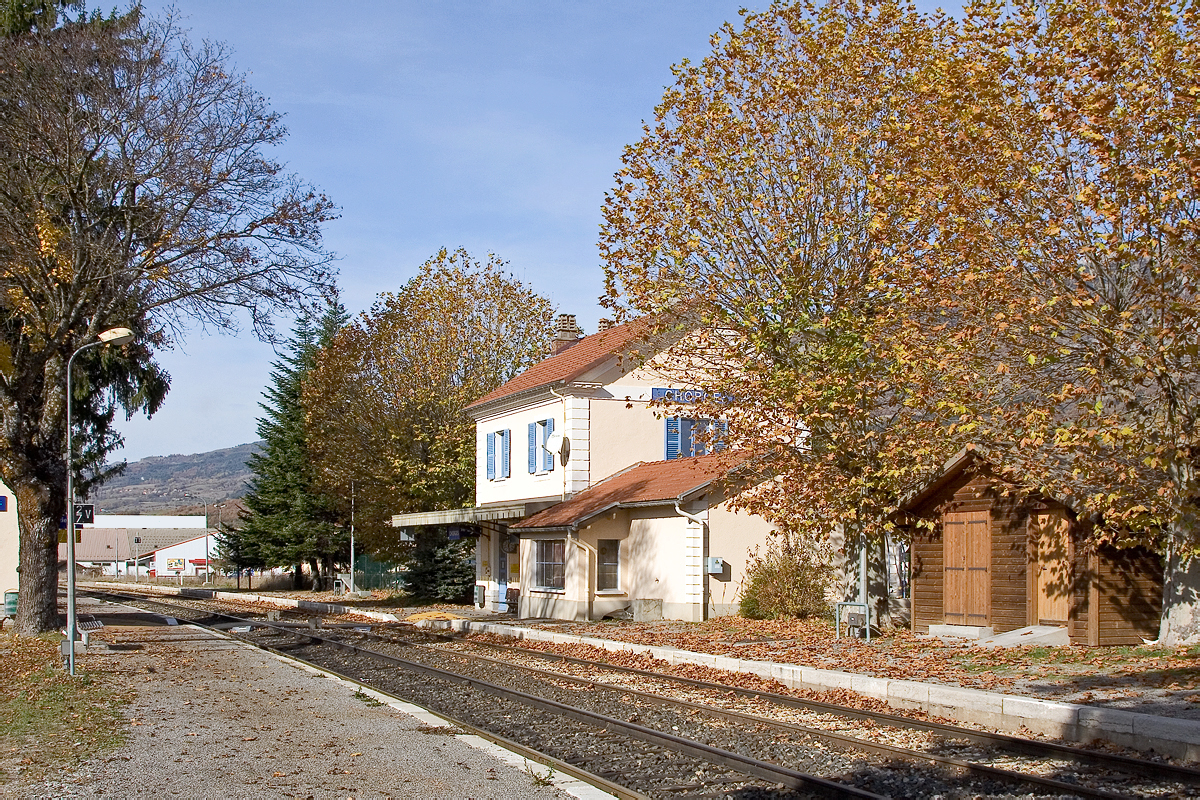
Novembre 2008.
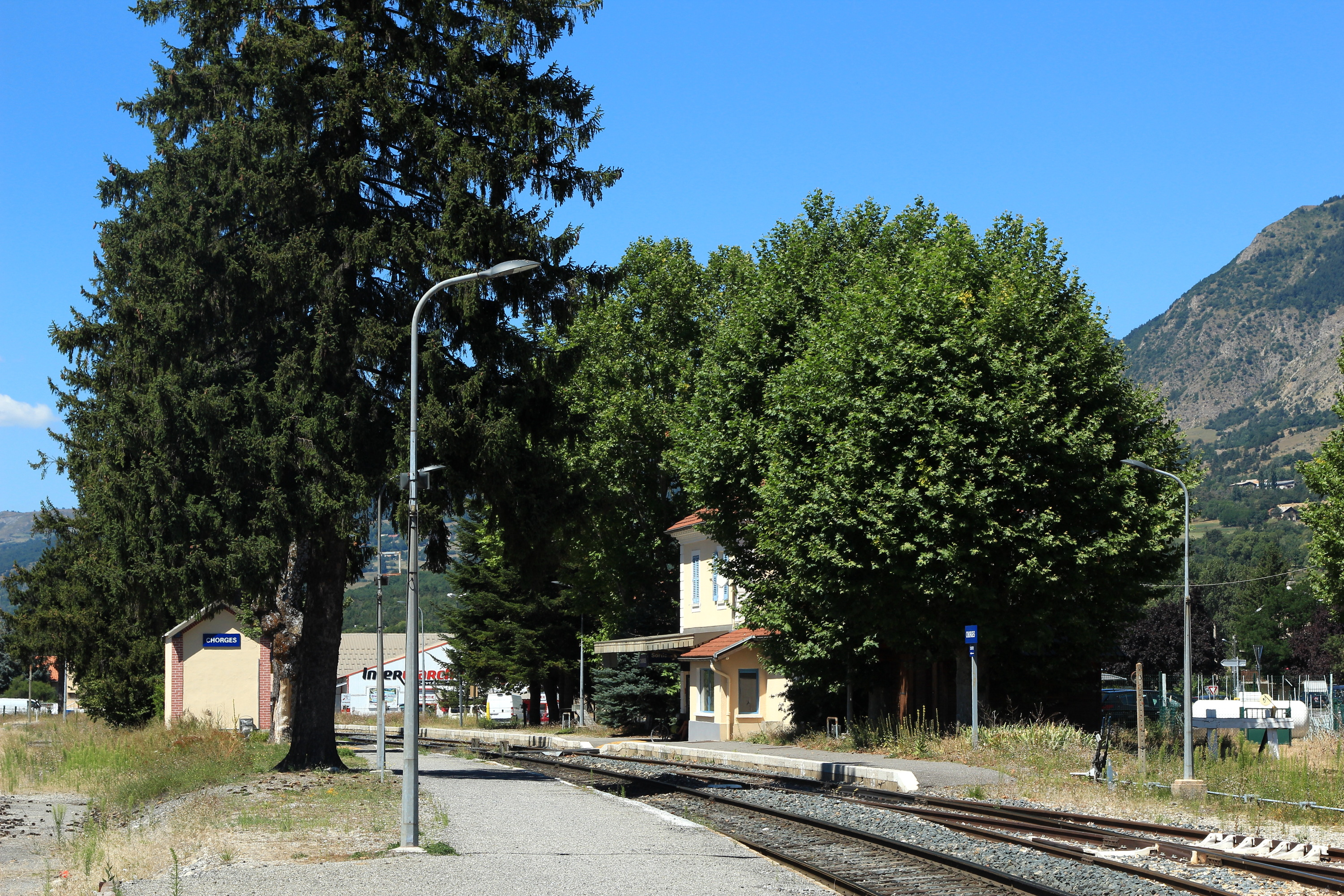
Août 2016.
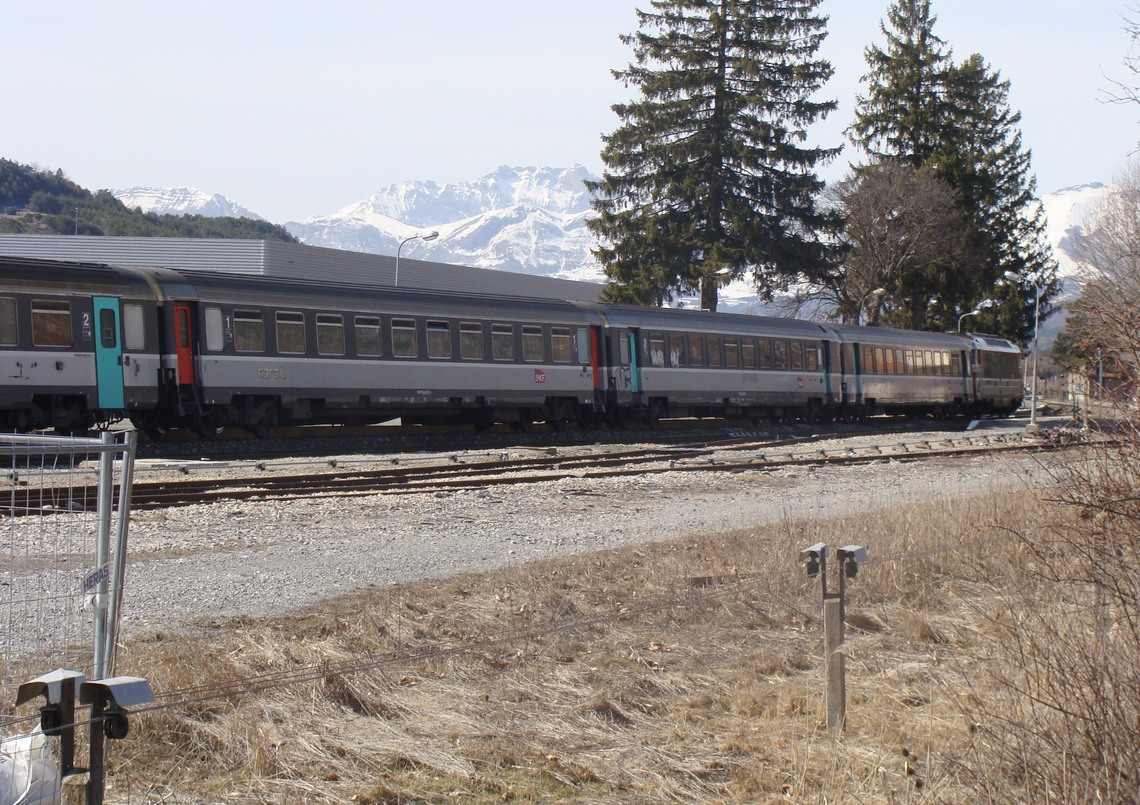
Mars 2009.